# Gobius auratus
Gobius auratus är en fiskart som beskrevs av Risso, 1810. Gobius auratus ingår i släktet Gobius och familjen smörbultsfiskar. Inga underarter finns listade i Catalogue of Life.